# The Film Society
The Film Society war ein im Oktober 1925 in London gegründeter früher Filmklub, der sich vor allem um die Vorführung schwer zugänglicher, ausländischer oder zensierter Filmproduktionen von großer künstlerischer Bedeutung verdient machte.

## Geschichte
Die Film Society wurde 1925 von Sidney Bernstein, Ivor Montagu, Adrian Brunel, Iris Barry, Hugh Miller, Walter C. Mycroft und Frank Dobson, alles junge Intellektuelle und Künstler, die sich für den Film als neuer Kunstform engagierten, gegründet. Sie hatte ihren Sitz zuerst in der Londoner New Gallery (1.400 Sitzplätze) an der Regent Street, musste bald aber wegen ihres Erfolges in das größere Tivoli Theatre (2.000 – 3.000 Sitzplätze) am Strand umziehen, das vorrangig für kommerzielle Filmvorführungen genutzt wurde. Die Film Society war die erste Einrichtung ihrer Art in der englischsprachigen Welt, in der es möglich wurde „Filmkunst zu studieren“.
Den Auftakt zu den wöchentlichen Filmvorführungen machte 1925 Paul Lenis Film Das Wachsfigurenkabinett. Es wurden demnach zunächst vor allem die Stummfilme des deutschen Expressionismus gezeigt, etwa Das Cabinet des Dr. Caligari von Robert Wiene, Dr. Mabuse, der Spieler von Fritz Lang oder Die Abenteuer des Prinzen Achmed von Lotte Reiniger. Später lag der Fokus eher auf russischen Produktionen, die vor allem wegen ihrer Sujets und innovativen Montagetechniken gerühmt wurden und vielfach der Zensur unterlagen, was zu kontroversen gesellschaftspolitischen Diskussionen in London führte. Zu diesen Filmen zählten Die Mutter von Vsevolod Pudovkin und Panzerkreuzer Potemkin von Sergej Eisenstein. Eisensteins erster Tonfilm, Alexander Nevsky, wurde am 23. April 1939 der zuletzt gezeigte Film der Film Society.
Eisenstein war Ende der 1920er Jahre mehrmals gefeierter Gast der Film Society, was ihn Anfang der 30er Jahre schließlich zusammen mit Ivor Montagu und Grigori W. Alexandrow zu einer gemeinsamen Reise nach Hollywood und Mexiko aufbrechen ließ.

## Bedeutung
Die Film Society zeigte in Großbritannien erstmals die Filme von Jean Renoir, René Clair, Alberto Cavalcanti, Joris Ivens und Len Lye. Insgesamt gab es 108 Abendveranstaltungen, womit die Gesellschaft als wegweisender Impulsgeber für die Gründung des British Film Institute angesehen werden kann.